# Pueiagut de Perigòrd
Puei 'Gut e Pluviers (en francès Piégut-Pluviers) és un municipi francès situat al departament de la Dordonya i a la regió de la Nova Aquitània.

## Demografia
| 1962                                       | 1968  | 1975  | 1982  | 1990  | 1999  | 2007  |
| ------------------------------------------ | ----- | ----- | ----- | ----- | ----- | ----- |
| 1.588                                      | 1.545 | 1.504 | 1.527 | 1.471 | 1.315 | 1.211 |
| Des de 1962: població sense dobles comptes |       |       |       |       |       |       |

## Administració
| Període | Identitat     | Partit |
| ------- | ------------- | ------ |
| 2001-   | Didier Vignal | PS     |